# 서울묵현초등학교
서울묵현초등학교는 대한민국 서울특별시 중랑구 묵동에 있는 초등학교다.

## 학교 연혁
- 2004년 10월 29일: 개교
- 2024년 10월 29일: 개교 20주년

## 참고 자료
- 서울묵현초등학교 - 한국교육학술정보원 학교알리미